# 김영기 (화가)
김영기(金永基, 1919년 11월 30일 ~ 2003년 5월 1일)는 일제강점기의 동양화 화가로 활약했던 대한민국의 한국화 화가 겸 대학 교수였다.

## 생애
서화가 해강 김규진의 자녀들 가운데 막내아들인 그의 본관은 남평(南平)이며 호는 청강(晴江)이고 일제강점기 경성부(지금의 서울특별시)에서 출생하였으며 지난날 한때 평안남도 중화군에서 잠시 유아기를 보낸 적이 있는 그는 1932년 동양화가로 화단에 데뷔하였다.
그는 아직 한국화라는 개념이 성립하지 않았던 1950년대 중반에 한국화라는 개념을 창조한 동양 한국화 화가였다.

### 대표 경력
- 한국미술협회 고문
- 중앙대학교 회화과 명예교수
- 경희대학교 미술학과 석좌교수
- 성균관대학교 동양화과 석좌교수
- 세종대학교 미술교육학과 석좌교수

### 주요 경력
- 재동보통학교 졸업(1924년 3월)
- 경성제1고등보통학교 졸업(1930년 3월)
- 중화민국 허베이 베이핑으로 건너감(1930년 10월)
- 중화민국 허베이 베이핑 푸런 대학교 법학과 1학년 입학(1932년 3월)
- 중화민국 허베이 베이핑 푸런 대학교 법학과 1학년 1학기 수료(1932년 9월)
- 중화민국 허베이 베이핑 푸런 대학교 법학과 1학년 1학기 전퇴(1932년 9월)
- 중화민국 허베이 베이핑 푸런 대학교 교육학과 1학년 2학기 전과(1932년 9월)
- 중화민국 허베이 베이핑 푸런 대학교 교육학과 1학년 2학기 수료(1933년 3월)
- 중화민국 허베이 베이핑 푸런 대학교 교육학과 1학년 2학기 전퇴(1933년 3월)
- 중화민국 허베이 베이핑 푸런 대학교 미술학과 2학년 1학기 전과(1933년 3월)
- 중화민국 허베이 베이핑 푸런 대학교 미술학과 2학년 2학기 수료(1934년 3월)
- 중화민국 허베이 베이핑 푸런 대학교 미술학과 2학년 2학기 휴학(1934년 3월)
- 중화민국 허베이 베이핑 푸런 대학교 미술학과 3학년 1학기 복학(1936년 3월)
- 중화민국 허베이 베이핑 푸런 대학교 미술학과 4학년 2학기 수료(1937년 12월)
- 중화민국 허베이 베이핑 푸런 대학교 미술학과 학사(1938년 3월)
- 일제강점기 경성부로 귀국(1939년 10월)
- 1939년 귀국 후 전람회(선전)에서 거듭 입선.
- 1945년 8·15 광복 직후 이화여자대학교 회화과 교수 임직(1945년 8월)
- 그 이후 홍익대학교 예술학과 교수 이임(1948년 8월)
- 고려대학교 미술교육학과 교수 이임(1965년 8월)
- 중앙대학교 회화과 교수 이임(1968년 8월)
- 중앙대학교 회화과 명예교수 이임(1976년 2월)
- 경희대학교 미술학과 석좌교수 임직(1977년 2월)
- 성균관대학교 동양화과 석좌교수 임직(1977년 8월)
- 세종대학교 미술교육학과 석좌교수 임직(1983년 8월)
- 신한민주당 고문 겸 당무위원(1986년 1월)
- 신한민주당 탈당(1987년 12월)

## 상훈과 추모
- 1994년 정도600년기념 자랑스런 서울시민상
- 1997년 은관문화훈장